# NGC 6215A
NGC 6215A је спирална галаксија у сазвежђу Олтар која се налази на NGC листи објеката дубоког неба.
Деклинација објекта је - 58° 56' 49" а ректасцензија 16h 52m 48,7s. Привидна величина (магнитуда) објекта NGC 6215 износи 13,4 а фотографска магнитуда 14,2. NGC 6215A је још познат и под ознакама ESO 138-4, PGC 59180.